# Sint-Annakapel (Wechelderzande)

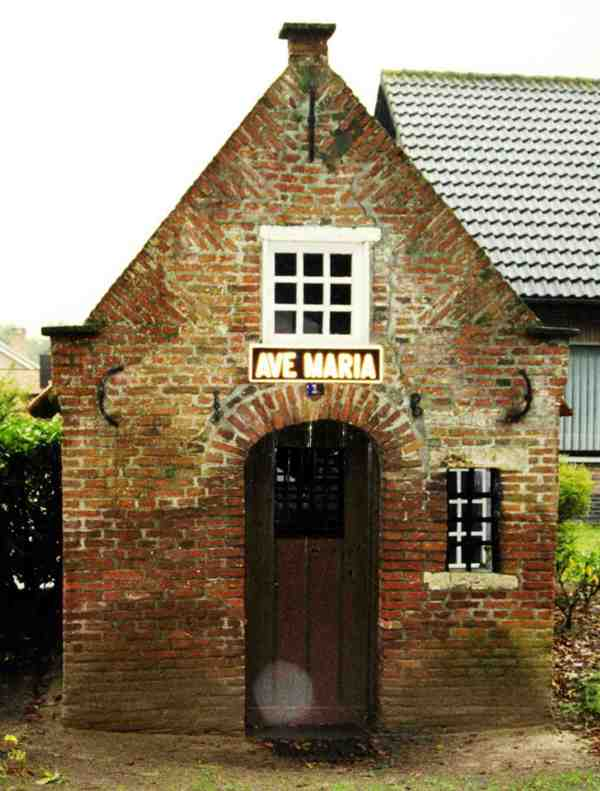
Sint-Annakapel

De Sint-Annakapel is een kapel in de tot de Antwerpse gemeente Lille behorende plaats Wechelderzande, gelegen aan de Wagemanstraat.
Deze kapel bestond al in de 18e eeuw. Later werd hij gewijd aan Onze-Lieve-Vrouw.
Het is een bakstenen gebouwtje op rechthoekige plattegrond. De voorgevel is een tuitgevel met vlechtingen. Hierin bevindt zich een toegangsdeurtje met een venster ernaast en erboven.
Het interieur wordt overkluisd door een tongewelf.
Het geheel bevindt zich op een driehoekig perceeltje en de kapel wordt geflankeerd door twee lindebomen.